# Lixophaga
Lixophaga is een geslacht van vliegen (Brachycera) uit de familie van de sluipvliegen (Tachinidae). De wetenschappelijke naam van het geslacht is voor het eerst geldig gepubliceerd in 1908 door Townsend.

## Soorten
- L. alberta (Curran, 1925)
- L. diatraeae (Townsend, 1916)
- L. discalis (Coquillett, 1902)
- L. fasciata Curran, 1930
- L. impatiens (Curran, 1925)
- L. jennei Aldrich, 1926
- L. mediocris Aldrich, 1925
- L. opaca Reinhard, 1945
- L. orbitalis Aldrich, 1926
- L. parva Townsend, 1908
- L. plumbea Aldrich, 1925
- L. retiniae (Coquillett, 1897)
- L. thoracica (Curran, 1930)
- L. tricornis (Reinhard, 1955)
- L. unicolor (Smith, 1917)
- L. variabilis (Coquillett, 1895)